# Susan Elizabeth Verhoek-Williams
Susan Elizabeth Verhoek-Williams (1942) es una botánica, taxónoma estadounidense, con intereses científicos en taxonomía de fanerógamas, con énfasis en la familia Agavaceae con sus géneros Agave y Manfreda. Desarrolla actividades académicas y científicas en el "Lebanon Valley College", Annville, Pensilvania, quien durante muchos años recolectó y estudió las especies de este género y produjo el primer tratamiento taxonómico moderno del mismo.
Realizó entre 1965 y 1971, extensas expediciones botánicas a México, y EE. UU.

## Obra

### Nuevos taxones para la ciencia
Especies
- (Agavaceae) Agave chamelensis (E.J.Lott & Verh.-Will.) Thiede & Eggli[5]

- (Agavaceae) Agave howardii (Verh.-Will.) Thiede & Eggli[6]

- (Agavaceae) Agave longibracteata (Verh.-Will.) Thiede & Eggli[7]

- (Agavaceae) Agave sileri (Verh.-Will.) Thiede & Eggli[8]

- (Agavaceae) Manfreda hauniensis (J.B.Petersen) Verh.-Will.[9]

- (Agavaceae) Manfreda longibracteata Verh.-Will.[10]

- (Agavaceae) Manfreda sileri Verh.-Will.[11]

- (Agavaceae) Polianthes howardii Verh.-Will.[12]

### Algunas publicaciones
- s.e. Verhoek-Williams. 1975. A study of the tribe Poliantheae (including Manfreda) and revisions of Manfreda and Prochnyanthes (Agavaceae). Tesis doctorado, Cornell University, Ithaca, Nueva York. 405 p.

- s.e. Verhoek-Williams. 1976. Polianthes howardii (Agavaceae): a new species from Colima. Phytologia 34 (4): 365–368.

- s.e. Verhoek-Williams. 1998.  The ostropalean fungi, disertación en la Escuela de Graduados de Cornell University para el grado de Doctor de Filosofía, enero de 1977.

- La abreviatura «Verh.-Will.» se emplea para indicar a Susan Elizabeth Verhoek-Williams como autoridad en la descripción y clasificación científica de los vegetales.[13]